# Prądnik Czerwony
Prądnik Czerwony là một trong 18 quận của Krakow; được biết đến với cái tên Dzielnica III (Quận 3), nằm ở phía bắc của thành phố. Cái tên Prądnik Czerwony xuất phát từ một ngôi làng cùng tên (lần đầu tiên được đề cập vào năm 1105) hiện là một phần của quận.
Theo Tổng cục Thống kê Trung ương dữ liệu, diện tích của huyện là 6,44 kilômét vuông (2,49 dặm vuông Anh) và 47 775 người sinh sống ở Prądnik Czerwony.

## Phân khu của Prądnik Czerwony
Prądnik Czerwony được chia thành các phân khu nhỏ hơn (osiedles). Đây là danh sách.
- Olsza
- Olsza II
- Prądnik Czerwony
- Rakowice
- Śliczna
- Ugorek
- Warszawskie
- Wieczysta
- Akacjowa